# Lista di esploratori
Questa è una lista di esploratori. Include i navigatori ma non gli astronauti per i quali esiste la lista astronauti.
| Nome                                    | Paese di origine | Secolo     | Scoperte ed esplorazioni                                     |
| --------------------------------------- | ---------------- | ---------- | ------------------------------------------------------------ |
| Abreu, Antonio de                       | Portogallo       | XVI        | Timor, isole Banda                                           |
| Albanel, Charles                        | Francia          | XVII       | Canada                                                       |
| Albuquerque, Alfonso de                 | Portogallo       | XVI        | India                                                        |
| Alenquer, Pêro de                       | Portogallo       | XV         | Coste dell'Africa                                            |
| Allen, Benedict                         | Regno Unito      | XX/XXI     | Amazzonia, Nuova Guinea, Sumatra                             |
| Almagro, Diego de                       | Spagna           | XVI        | Perù, Cile                                                   |
| Almeida, Francisco de                   | Portogallo       | XVI        | India                                                        |
| Alvarado, Pedro de                      | Spagna           | XVI        | Messico, Guatemala, Honduras                                 |
| Álvares, Francisco                      | Portogallo       | XVI        | Etiopia                                                      |
| Álvares, Jorge                          | Portogallo       | XVI        | Cina                                                         |
| Amundsen, Roald                         | Norvegia         | XIX        | Antartide                                                    |
| Andrade, Fernão Pires de                | Portogallo       | XVI        | Cina                                                         |
| Andrée, Salomon August                  | Svezia           | XIX        | Artide                                                       |
| Andrews, Roy Chapman                    | Stati Uniti      | XX         | Cina, Mongolia                                               |
| Antinori, Orazio                        | Italia           | XIX        | Sudan, Etiopia, Eritrea                                      |
| Azambuja, Diogo de                      | Portogallo       | XV         | Coste dell'Africa occidentale                                |
| Baffin, William                         | Regno Unito      | XVII       | Passaggio a nord-ovest                                       |
| Baker, Samuel                           | Regno Unito      | XIX        | Africa                                                       |
| Barents, Willem                         | Paesi Bassi      | XVI        | Passaggio a nord-est, Novaja Zemlja                          |
| Ibn Battuta                             | Marocco          | XIV        | India Cina, sud-est asiatico                                 |
| Beccari, Odoardo                        | Italia           | XIX        | Malesia                                                      |
| Bellingshausen, Fabian Gottlieb von     | Russia           | XVIII/XIX  | Antartide                                                    |
| Beltrame, Giovanni                      | Italia           | XIX        | Africa centrale                                              |
| Beltrami, Giacomo Costantino            | Italia           | XIX        | Nord America, fiume Mississippi                              |
| Bering, Vitus                           | Danimarca        | XVIII      | Oceano Pacifico settentrionale                               |
| Bonatti, Walter                         | Italia           | XX         | Karakorum, Patagonia, Perù                                   |
| Carlo Bondavalli                        | Italia           | XX         | Artide, Antartide                                            |
| Domingo de Bonechea                     | Spagna           | XVII       | Tahiti                                                       |
| Bottego, Vittorio                       | Italia           | XIX        | Somalia                                                      |
| Bouvet de Lozier, Jean Baptiste Charles | Francia          | XVIII      | Isola Bouvet                                                 |
| Bove, Giacomo                           | Italia           | XIX        | Artide, Passaggio a nord-est, Sudamerica, Africa             |
| Brazzà, Pietro Savorgnan di             | Italia           | XIX        | Congo                                                        |
| Bruce, William Speirs                   | Scozia           | XIX        | Antartide                                                    |
| Burton, Richard Francis                 | Inghilterra      | XIX        | Africa centrale                                              |
| Byrd, Richard Evelyn                    | Stati Uniti      | XX         | Artide, Antartide                                            |
| Caboto, Giovanni                        | Italia           | XV         | Canada                                                       |
| Caboto, Sebastiano                      | Italia           | XV/XVI     | Canada, Río de la Plata                                      |
| Cabral, Pedro Álvares                   | Portogallo       | XVI        | Brasile, Madagascar                                          |
| Cadamosto, Alvise                       | Italia           | XV         | Capo Verde                                                   |
| Cartier, Jacques                        | Francia          | XVI        | San Lorenzo                                                  |
| Castiglioni, Angelo e Alfredo           | Italia           | XX         | Africa, Nubia                                                |
| Catherwood, Frederick                   | Gran Bretagna    | XIX        | Mesoamerica                                                  |
| Cei, Galeotto                           | Italia           | XVI        | Venezuela, Colombia                                          |
| Chiarini, Giovanni                      | Italia           | XIX        | Etiopia                                                      |
| Colombo, Cristoforo                     | Italia           | XV /XVI    | America                                                      |
| Conti, Niccolò Da                       | Italia           | XV         | India, sud-est asiatico                                      |
| Cook, James                             | Regno Unito      | XVIII      | Oceano Pacifico, Oceania, Australasia                        |
| Corsali, Andrea                         | Italia           | XVI        | Asia, Etiopia, Oceano Pacifico                               |
| Cortés, Hernán                          | Spagna           | XV/XVI     | Messico                                                      |
| Cousteau, Jacques-Yves                  | Francia          | XX         | Oceano Pacifico                                              |
| Curtis, Edward Sheriff                  | Stati Uniti      | XIX/XX     | Stati Uniti occidentali                                      |
| Cunha, Tristão da                       | Portogallo       | XVI        | Tristan da Cunha                                             |
| Dainelli, Giotto                        | Italia           | XX         | Karakorum                                                    |
| Enrico Alberto d'Albertis               | Italia           | XVIII/XIX  | Africa                                                       |
| Luigi Maria d'Albertis                  | Italia           | XIX/XX     | Nuova Guinea                                                 |
| Antonio da Noli                         | Italia           | XV         | Gambia, Guinea-Bissau, Capo Verde                            |
| Alberto Maria De Agostini               | Italia           | XX         | Terra del Fuoco, Patagonia                                   |
| Pedro Fernandez de Quirós               | Portogallo       | XVI/XVII   | Kiribati, Vanuatu                                            |
| Bartolomeo Diaz                         | Portogallo       | XV         | Capo di Buona Speranza                                       |
| Diogo Dias                              | Portogallo       | XV         | Capo Verde, Brasile, Madagascar                              |
| Drake, Francis                          | Regno Unito      | XVI        | Circumnavigazione del globo                                  |
| d'Urville, Jules Dumont                 | Francia          | XIX        | Australasia, Antartide                                       |
| Luigi Amedeo di Savoia-Aosta            | Italia           | XIX/XX     | Monte Sant'Elia, Artide, Ruwenzori, Karakorum, Uebi Scebeli  |
| Elcano, Juan Sebastián                  | Spagna           | XV/XVI     | Circumnavigazione del globo                                  |
| Ellis, Henry                            | Regno Unito      | XVIII      | Passaggio a nord-ovest                                       |
| Fanning, Edmund                         | Stati Uniti      | XVIII/XIX  | Oceania                                                      |
| Flinders, Matthew                       | Inghilterra      | XVIII/XIX  | Australia, Tasmania                                          |
| Freycinet, Louis de                     | Francia          | XIX        | Australia occidentale, Oceania                               |
| Vasco da Gama                           | Portogallo       | XV/XVI     | Rotta marina dall'Europa all'India                           |
| Gerlache, Adrien de                     | Belgio           | XIX/XX     | Antartide                                                    |
| Grant, James Augustus                   | Scozia           | XIX        | Africa orientale                                             |
| Hedin, Sven                             | Svezia           | XIX/XX     | Asia centrale                                                |
| Heyerdahl, Thor                         | Norvegia         | XX         | Oceania, Perù                                                |
| Hillary, Edmund                         | Nuova Zelanda    | XX         | Antartide                                                    |
| Horn, Mike                              | Sudafrica        | XX/XXI     | Artide                                                       |
| Hudson, Henry                           | Regno Unito      | XVII       | Passaggio a nord-ovest, Hudson, baia di Hudson               |
| Humboldt, Alexander von                 | Germania         | XIX        | America Latina, Siberia                                      |
| Ibn Majid al-Najdi, Ahmad               | Yemen            | XV         | Oceano Indiano                                               |
| Thorfinn Karlsefni                      | Islanda          | X/XI       | Groenlandia, Canada                                          |
| Kegel, Johann Karl Ehrenfried           | Germania         | XIX        | Kamčatka                                                     |
| Edmund Kennedy                          | Regno Unito      | XIX        | Australia                                                    |
| Ferdinand Konščak                       | Croazia          | XVIII      | California                                                   |
| Pyotr Kozlov                            | Russia           | XIX/XX     | Mongolia, Tibet                                              |
| David Livingstone                       | Scozia           | XIX        | Africa                                                       |
| Louis-Philippe Loncke                   | Belgio           | XXI        | America del Sud, Australia                                   |
| Adamo Lucchesi                          | Italia           | XIX        | America del Sud                                              |
| Magellano, Ferdinando                   | Portogallo       | XV-XVI     | Circumnavigazione del globo                                  |
| Malaspina, Alessandro                   | Italia           | XVIII-XIX  | Oceania                                                      |
| Malocello, Lanzerotto                   | Italia           | XIII-XIV   | Lanzarote                                                    |
| Marques, Lourenço                       | Portogallo       | XVI        | Mozambico                                                    |
| Maraini, Fosco                          | Italia           | XX         | Tibet, Himalaya                                              |
| Mascarenhas, Pedro                      | Portogallo       | XVI        | Oceano Indiano, Diego Garcia                                 |
| Mawson, Douglas                         | Australia        | XX         | Antartide                                                    |
| Moresby, John                           | Regno Unito      | XIX        | Costa della Nuova Guinea                                     |
| Fridtjof Nansen                         | Norvegia         | XIX/XX     | Artide                                                       |
| Nicoloso da Recco                       | Italia           | XIV        | Isole Canarie                                                |
| Nobile, Umberto                         | Italia           | XX         | Artide                                                       |
| Álvar Núñez Cabeza de Vaca              | Spagna           | XVI        | Stati Uniti meridionali, Messico, Argentina                  |
| Gaetano Osculati                        | Italia           | XIX        | Americhe, Amazzonia, Asia                                    |
| Simone Orlandini                        | Italia           | XX/XXI     | Artide, Tibet                                                |
| Pancaldo, Leon                          | Italia           | XV/XVI     | Circumnavigazione del globo                                  |
| Parry, William                          | Regno Unito      | XIX        | Artide                                                       |
| Peary, Robert                           | Stati Uniti      | XIX/XX     | Artide                                                       |
| Piaggia, Carlo                          | Italia           | XIX        | Sudan, Etiopia, Eritrea                                      |
| Pigafetta, Antonio                      | Italia           | XV/XVI     | Circumnavigazione del globo                                  |
| Pike, Zebulon                           | Stati Uniti      | XIX        | Stati Uniti centrali                                         |
| Pinzón, Martín Alonso                   | Spagna           | XV         | Bahamas, Cuba, Porto Rico                                    |
| Pinzón, Vicente Yáñez                   | Spagna           | XV         | Brasile, Oyapock, Penisola dello Yucatán                     |
| Pizarro, Francisco                      | Spagna           | XVI        | Hispaniola, Panama, Perù                                     |
| Podavini, Dario                         | Italia           | XX         | Groenlandia orientale                                        |
| Polo, Marco                             | Italia           | XIII/XIV   | Cina                                                         |
| Ponce de León, Juan                     | Spagna           | XV         | Florida, Porto Rico                                          |
| Pontrandolfo, Michele                   | Italia           | XX/XXI     | Artide, Antartide                                            |
| Pietro Querini                          | Italia           | XV         | Isole Lofoten                                                |
| Raleigh, Walter                         | Regno Unito      | XVI/XVII   | Virginia, Orinoco                                            |
| Ricci, Matteo                           | Italia           | XVI/XVII   | Cina                                                         |
| Ross, James Clark                       | Regno Unito      | XIX        | Artide                                                       |
| Scott, Robert Falcon                    | Regno Unito      | XIX/XX     | Antartide                                                    |
| Shackleton, Ernest Henry                | Regno Unito      | XX         | Antartide                                                    |
| Speke, John Hanning                     | Regno Unito      | XIX        | Africa orientale                                             |
| Stanley, Henry Morton                   | Stati Uniti      | XIX        | Africa orientale                                             |
| Stephens, John Lloyd                    | Stati Uniti      | XIX        | Mesoamerica                                                  |
| Stradelli, Ermanno                      | Italia           | XIX/XX     | Amazzonia occidentale                                        |
| Stuart, John McDouall                   | Regno Unito      | XIX        | Australia                                                    |
| Tarigo, Luca                            | Italia           | XIV        | Don, Mar Caspio, Mar Nero                                    |
| Tasman, Abel                            | Paesi Bassi      | XVII       | Nuova Zelanda, Tasmania, Australia                           |
| Timofeyevich, Yermak                    | Russia           | XVI        | Siberia                                                      |
| Torres, Luis Vaez                       | Portogallo       | XVII       | Australia, Oceano Pacifico meridionale                       |
| Tristão, Nuno                           | Portogallo       | XV         | Coste dell'Africa occidentale, Guinea-Bissau                 |
| Tucci, Giuseppe                         | Italia           | XX         | Afghanistan, Iran, Tibet, Nepal                              |
| Urdaneta, Andrés de                     | Spagna           | XVI        | Oceano Pacifico settentrionale                               |
| Usodimare, Antoniotto                   | Italia           | XV         | Gambia, Guinea-Bissau, Capo Verde                            |
| Vancouver, George                       | Regno Unito      | XVIII      | Costa occidentale del Nord America, Oceano Pacifico          |
| Varennes, Pierre Gaultier de            | Canada           | XVIII      | Canada occidentale                                           |
| Verrazzano, Giovanni da                 | Italia           | XVI        | Costa orientale degli Stati Uniti                            |
| Velho, Gonçalo                          | Portogallo       | XV         | Azzorre                                                      |
| Vespucci, Amerigo                       | Italia           | XV/XVI     | Costa orientale del Sud America, Caraibi                     |
| Vivaldi, Ugolino                        | Italia           | XIII       | Coste dell'Africa                                            |
| Vivaldi, Vadino                         | Italia           | XIII       | Coste dell'Africa                                            |
| Vivaldi, Sorleone                       | Italia           | XIII       | Coste dell'Africa                                            |
| Waldeck, Jean-Frédéric                  | Francia          | XIX        | Mesoamerica                                                  |
| Walker, Thomas                          | Regno Unito      | XVIII      | Allegani, altopiano del Cumberland                           |
| William Adams                           | Regno Unito      | XVI        | Giappone                                                     |
| Warner, Langdon                         | Stati Uniti      | XX         | Via della seta                                               |
| Windt, Harry de                         | Francia          | XIX-XX     | Eurasia                                                      |
| Zarco, João Gonçalves                   | Portogallo       | XV         | Madera                                                       |
| Zavatti, Silvio                         | Italia           | XX         | Artide                                                       |
| Zhang Qian                              | Cina             | II a.C.    | Asia centrale                                                |
| Zheng He                                | Cina             | XV         | Sud-est asiatico, Medio Oriente, costa orientale dell'Africa |
| Burckhardt, Johann Ludwig               | Svizzera         | XIX        | Medio Oriente                                                |
|                                         |                  |            |                                                              |
| Zucchelli, Antonio                      | Italia           | XVII-XVIII | Congo, Angola, Ngoyo                                         |
| Tenjiku Tokubei                         | Giappone         | XVII       | Sud-est asiatico, India                                      |
| Hasekura Tsunenaga                      | Giappone         | XVII       | Europa                                                       |
| Tanaka Shōsuke                          | Giappone         | XVII       |                                                              |